# Koum-Kilba
Koum-Kilba est un village de la commune de Martap située dans la région de l'Adamaoua situé dans le département de la Vina dans la région de l'Adamaoua au Cameroun.

## Population
En 1967, Koum-Kilba comptait 271 habitants, principalement Foulbe.
Lors du recensement de 2005, 223 personnes y ont été dénombrées dont 112 de sexe masculin et 111 de sexe féminin. 2025